# اردونا
اردونا (به ایتالیایی: Ordona) یک کومونه در ایتالیا است که در استان فوجیا واقع شده‌است.

## خصوصیات
اردونا ۳۹٫۹۶ کیلومترمربع مساحت و ۲٬۵۸۴ نفر جمعیت دارد و ۱۲۰ متر بالاتر از سطح دریا واقع شده‌است.